# Färdknäpp
Färdknäpp är ett album från 1981 med Allan Edwall utgivet på skivbolaget a disc.

## Låtlista
1. Kom
2. Fem apparater
3. Sommarvisa
4. Som de flesta
5. Lilla Ester
6. Du och jag
7. Plötsligt en dag
8. Rehabilitering
9. Pensionären
10. Giv mig åter
11. Visst är det bätter men int' är det bra
12. Jämtländsk vaggvisa